# Isak Grape (1822–1873)
Isak Grape, född 29 augusti 1822 i Karesuando församling, Norrbottens län, död 26 februari 1873 i Karl Gustavs församling, Norrbottens län, var en svensk präst.

## Biografi
Isak Grape var son till prosten Zacharias Grape, som var kyrkoherde först i Karl Gustavs församling och sedan i Överkalix församling. Han blev gymnasist i Härnösand 1842 och student vid Uppsala universitet vårterminen 1844. Han prästvigdes i oktober 1846 för att biträda prosten Salomon Antman i Nedertorneå församling. 1849–1850 var han vikarierade kollega vid Haparanda läroverk. I oktober 1854 blev han under Antmans ledighet vice pastor i Nedertorneå församling och i mars 1859 vice pastor i Karl Gustavs församling. I september 1860 utnämndes han till kyrkoherde i Karl Gustavs församling med tillträde 1 maj 1861.
Grape översatte till finska Isak Martin Winges Lärobok i geographie och historia för folkskolor och nybörjare, som utgavs i Härnösand 1851 under titeln Opetuskirja geographia'ssa ja historia'ssa, kansa-kouluille ja wastaalkajille.

### Familj
Grape gifte sig 1854 med Greta Sofia Lisanantti, som föddes 1835 i finska Nedertorneå socken och avled 1884 i Uppsala. Makarna fick fem barn, av vilka en son studerade till tandläkare men blev farmare och redaktör i Förenta staterna och en dotter gifte sig med en agronom Tenger verksam i Norrbotten. Isak Grape var bror till läroverkslärarna Zacharias Grape och Theodor Grape i Haparanda.